# Impatiens bolovenensis
Impatiens bolovenensis är en balsaminväxtart som beskrevs av Tardieu. Impatiens bolovenensis ingår i släktet balsaminer, och familjen balsaminväxter. Inga underarter finns listade i Catalogue of Life.